# Tuerckheimia linearis
Tuerckheimia linearis là một loài rêu trong họ Pottiaceae. Loài này được (Sw. ex F. Weber & D. Mohr) E. Britton mô tả khoa học đầu tiên năm 1914.